# Cocodrilópolis
Cocodrilópolis (gr: Κροκοδείλων πόλις) o Arsínoe (gr: Ἀρσινόη), fue el nombre griego de la capital del nomo XXI del Alto Egipto; una ciudad situada cerca del lago Moeris, en la actual región de El Fayum, al norte de Hawara. Situación: 29° 19′ N 30° 50′ E.
- Nombre egipcio: Shedet, Per-Sobek. Nombre griego: Cocodrilópolis, Arsínoe, Ptolemais Euergetis. Nombre árabe: Medinet el-Fayum (Medinat al-Fayyum).

La antigua ciudad de Per-Sobek «Casa de Sobek» del antiguo dios egipcio simbolizado en forma de cocodrilo, fue renombrada en la época helenística como: Cocodrilópolis. Posteriormente fue dado el nombre de Arsínoe, por Ptolomeo II, en honor a la princesa egipcia Arsínoe, la hija de Ptolomeo I y Berenice I. Después, Ptolomeo III Evergetes la renombró como Ptolemais Euergetis.
En las proximidades destacaba el conjunto de edificios denominado El laberinto, en Hawara, descrito por Heródoto; también en la región se veneraba y enterraba a los petesucos, cocodrilos sagrados que gozaban de especial veneración en la ciudad, como supuesta encarnación del dios Sobek.

## Yacimiento arqueológico
Quedan restos de algunos templos, el mayor de ellos fue construido antes de la dinastía XII y reconstruido posteriormente por Ramsés II. Destacan:
- el templo de Jnum,
- el templo de Heqa-ib,
- la tumba de Sarenput,
- varias tumbas perforadas en la roca,
- el nilómetro, un obelisco y un coloso.

- Datos: Q1996721
- Multimedia: Crocodilopolis / Q1996721